# Mega Channel
Mega Channel, также известный как Mega TV — греческий частный информационно-развлекательный телеканал.

## История
Основан 20 ноября 1989 года, был первым общенациональным эфирным частным телеканалом Греции. Принадлежит компании Teletypos SA Некоторое время телеканал принадлежал холдингу Lambrakis Press Group Христоса Ламбракиса.
Студии телеканала расположены на проспекте Месогион в Афинах. Ранее базировался в пригороде Афин муниципалитете Пеания. Mega Channel транслирует преимущественно программы развлекательного профиля — комедии, телесериалы, ток-шоу, а также новости, программы, посвященные текущим событиям в стране и мире. Главный конкурент Mega Channel в сегменте развлекательного семейного телевидения — телеканал ANT1, с которым они постоянно соревнуются по популярности

## MEGA Cosmos
MEGA Cosmos — международная сеть греческого телеканала Mega Channel, которая транслирует лучшие продукты Mega Channel. Вещание распространено в странах Европы, Северной Америки, Австралии. Первый канал начал своё вещание в 2000 году, но был снят с эфира в Австралии через некоторое время в связи с проблемами с контрактами. В 2005 MEGA Cosmos стал снова доступен в Австралии, Новой Зеландии, Азии и Африке благодаря новому соглашению, подписанному с UBI World TV. В октябре 2007 года канал начал вещание в Канаде через Ethnic Channels Group на каналах Rogers Cable, Bell TV и NEXTV (IPTV-провайдера).